# Ceratagallia
Ceratagallia är ett släkte av insekter. Ceratagallia ingår i familjen dvärgstritar.

## Dottertaxa tillCeratagallia, i alfabetisk ordning[1]
- Ceratagallia abrupta
- Ceratagallia accola
- Ceratagallia acerata
- Ceratagallia agricola
- Ceratagallia ana
- Ceratagallia aplopappi
- Ceratagallia aratra
- Ceratagallia arida
- Ceratagallia arroya
- Ceratagallia artemisia
- Ceratagallia bigeloviae
- Ceratagallia brevis
- Ceratagallia calcaris
- Ceratagallia califa
- Ceratagallia californica
- Ceratagallia canona
- Ceratagallia cerea
- Ceratagallia cinerea
- Ceratagallia clino
- Ceratagallia coma
- Ceratagallia cristula
- Ceratagallia curta
- Ceratagallia curvata
- Ceratagallia delta
- Ceratagallia dondia
- Ceratagallia ebena
- Ceratagallia emarginata
- Ceratagallia entoma
- Ceratagallia falcata
- Ceratagallia gallus
- Ceratagallia gillettei
- Ceratagallia grandis
- Ceratagallia grisea
- Ceratagallia harrisi
- Ceratagallia humilis
- Ceratagallia inconspicua
- Ceratagallia liberia
- Ceratagallia lobata
- Ceratagallia loca
- Ceratagallia loma
- Ceratagallia longipes
- Ceratagallia longula
- Ceratagallia lophia
- Ceratagallia ludora
- Ceratagallia lupini
- Ceratagallia minuta
- Ceratagallia modesta
- Ceratagallia nana
- Ceratagallia nanella
- Ceratagallia neodona
- Ceratagallia neovata
- Ceratagallia nitidula
- Ceratagallia nubila
- Ceratagallia obscura
- Ceratagallia oionus
- Ceratagallia okanagana
- Ceratagallia omani
- Ceratagallia ovata
- Ceratagallia pallida
- Ceratagallia pera
- Ceratagallia pudica
- Ceratagallia robusta
- Ceratagallia rossi
- Ceratagallia sanguinolentus
- Ceratagallia semiarida
- Ceratagallia siccifolia
- Ceratagallia siccifolius
- Ceratagallia socala
- Ceratagallia sordida
- Ceratagallia tergata
- Ceratagallia texana
- Ceratagallia tristis
- Ceratagallia triunata
- Ceratagallia uhleri
- Ceratagallia vastitatis
- Ceratagallia venosa
- Ceratagallia viator
- Ceratagallia vipera
- Ceratagallia vulgaris